# Monarque à ailes noires
Monarcha frater
Espèce
Statut de conservation UICN

 LC  : Préoccupation mineure
Le Monarque à ailes noires (Monarcha frater) est une espèce d'oiseaux de la famille des Monarchidae.

## Répartition
Cet oiseau vit en Australie, en Indonésie et en Papouasie-Nouvelle-Guinée.

## Habitat
Il habite les forêts subtropicales ou tropicales humides, en plaine ou en montagne.